# Uri Tzaig
Uri Tzaig (* 1965 in Kiryat Gat, Israel) ist ein israelischer Autor, Installations- und Videokünstler.

## Leben und Werk
Uri Tzaig studierte an der Jerusalem School of Visual Theater. Er lehrte an der Universität Zürich, am San Francisco Art Institute, der Camera Obscura – The School of Arts und der Bezalel Academy of Arts and Design in Jerusalem, sowie am Shenkar College of Engineering and Design in Ramat Gan und an der Rijksakademie van beeldende kunsten in Amsterdam.
Uri Tzaig nutzt als Ausdrucksmittel Literatur, Installationen, Druckerzeugnisse und Videos. Auf der documenta X zeigte er The Universal Square (1996), einen Film, bei dem zwei Fußballteams mit zwei Bällen spielen.
Tzaig stellte vorwiegend in Europa, Japan, den Vereinigten Staaten und Israel aus. Unter anderem war er 1996 Teilnehmer der Manifesta I in Rotterdam und 1997 Teilnehmer der 48. Biennale di Venezia.